# Grube Wilder Mann
Die Grube Wilder Mann (auch Wildermann) war eine Metallerzgrube in der Gemarkung von Müsen, heute einen Stadtteil Hilchenbachs im Kreis Siegen-Wittgenstein. Sie gehörte unter über 50 Gruben zu den bedeutenderen im Müsener Revier und war zeitweise Betriebsabteilung der Grube Altenberg.

## Gangmittel und Erzführung
Die Gangmittel der Grube waren meist bis zu 2 m mächtig und enthielten Bleiglanz (Galenit), Zinkblende (Sphalerit), Fahlerz, Spateisenstein (Siderit), Kupferkies (Chalkopyrit), selten auch Kobaltnickelkies (Siegenit) und Nickelarsenglanz (Gersdorffit). Ende der 90er Jahre gelang in Material der Grube Wildermann der Erstnachweis einer Uran-führenden Mineralisation für das Siegerland.
Der Wildermanner Gang war 200 m lang und 1–3 m mächtig. Auf der Erbstollensohle war das Mittel sogar 300 m lang, dafür aber nur 5–45 cm mächtig. Ausgefüllt war es mit Spateisenstein zusammen mit Bleiglanz, Zinkblende, Quarz, Kupferkies, Pyrit, in den oberen Teufen Fahlerz. Unter der Stollensohle wird Spateisenstein vorherrschend. Der Blendegang war 50 m lang, 0,3–2 m mächtig und enthielt Blei- und Zinkerz. Das Mittel Wolf war 240 m lang und sah im Übrigen aus wie der Blendegang. Der Glücksanfanger Gang war 86 m lang.

## Geschichte
Bis Anfang des 18. Jahrhunderts bestand im Grubenbereich eine Kleingrube mit drei Strecken und einem Schacht. 1717 wurde die Grube Wilder Mann erstmals erwähnt. Bereits um 1700 wurde im Grubenbereich ein Erbstollen angelegt. Dieser ist etwa 3 k und erreichte 1890 die Grube Kuhlenberg. Der Vereinigte Jungfer- und Wildemanns-Stollen wurde ab 1717 im Jungfer Gang angelegt und war ein Wasserlösungsstollen der Gruben Wilder Mann und Jungfer. Er lag 33 m unterhalb der Grube und erreichte 1790 den Erzgang. Ein 40 m tiefes Gesenk wurde mit einer Haspel ausgestattet.
Um 1800 konsolidierte Wilder Mann mit Wolf, die Grube Jungfer blieb weiterhin selbstständig. Weitere Konsolidationen fanden am 9. September 1826 und am 26. April 1878 statt. 1847 wurde eine Verbindung zum 140 m tiefer liegenden Stahlberger Erbstollen fertiggestellt. 1885 wurden 678 t Bleierz, 1.239 t Eisenerz, 891 t Zinkblende und 10 t Kupfererz gefördert. 1897 wurde die Grube Abteilung der Grube Altenberg. 1903 wurde im Erbstollen ein 400 m langer Nebengang gehauen. Bereits 1911 wurde die Förderung endgültig eingestellt. Knapp 100 Belegschaftsmitglieder verloren ihren Arbeitsplatz. Die Grube hatte Anschluss zur Stahlberger Schmalspurbahn, die bis zum Dahlbrucher Bahnhof führte.

### Tiefbau
Drei Schächte gab es:
- Jungfer-Maschinenschacht, 137,3 m Teufe
- Schacht der Grube Wilde Frau, Seilfahrt ab 1908; 229,4 m Teufe
- Blindschacht, 258 m Teufe

### Förderung und Erzgehalt
Abgebaut wurden Spateisenstein, Bleiglanz, Fahlerz und Zinkblende. Gelegentlich wurden Kupferkies (Chalkopyrit), Pyrit, Kobaltnickelkies (Siegenit) und Nickelarsenglanz (Gersdorffit) gefunden. Der Abbau fand auch bis ca. 130 m unter dem Stahlberger Erbstollen, dort auf der 424-m-Sohle, statt. 100 kg Bleierz enthielten 90 g Silber und 69 % Blei. 100 kg Fahlerz enthielten bis zu 1000 g Silber. 100 kg Kupferkies enthielten bis zu 33 % Kupfer.
| - 1863: 176 t - 1864: 233 t - 1865: 289 t | - 1866: 436 t - 1867: 466 t - 1878: 695 t | - 1885: 678 t |

### Konsolidationen
- Abraham, Müsen; * 3. Januar 1837. Im Stollen wurden 1786 100 Zentner Bleierz abgebaut.
- Adler, Müsen; * 1789
- Auerhahn, Müsen; * 3. Februar 1858
- Birkhahn, Müsen; * 1789
- Carlszeche
- Caroline
- Glücksanfang, Müsen; * vor 1722
- Junger Mann, Ferndorf / Müsen; * 28. Februar 1835
- Jungfer, Müsen; * 1722. Gefördert wurde maschinell in einem 150 m tiefen Gesenk. 1858 wurden 16 t, 1859 5,5 t Kupfererz gefördert. Im Gangmittel Jungfer trat unter anderem noch Brauneisenstein auf.
- Kuhlenberg, Müsen; * um 1750
- Neue Hoffnung
- Nimrod, Müsen; * 9. Oktober 1856
- Regulus, Müsen (auch zu Victoria); * 1. September 1856
- Sonnenberg, Müsen; * vor 1750. Neu verliehen am 3. Januar 1837. Es gab einen Oberen Sonnenberger Stollen, ab 1911 zu Wilder Mann. Ein Gesenk ging auf 31,3 m Teufe. Der Erzgang Sonnenberg war 2–3 m mächtig und enthielt hauptsächlich Spateisenstein. Abgebaut wurden Eisenerz, Bleierz und Silber.
- St. Martin, Müsen; * 23. September 1858
- Strumpf, Müsen / Littfeld; * 1789
- Tiefenthal, Müsen; * 3. Februar 1858
- Wilde Frau, Müsen; * 1897. Die größte Konsolidationsgrube und gleichzeitig Schachtanlage wurde 1912 stillgelegt. 100 Belegschaftsmitglieder bauten im 232 m tiefen Schacht ab dem 3. November 1908 Erz ab. Das Schachtgerüst wurde 1943 abgerissen.E